# Dẻ Trùng Khánh
Dẻ Trùng Khánh (danh pháp hai phần: Castanea mollissima) là loài thực vật thuộc họ Cử, là loài dẻ bản địa của Trung Quốc. Tại Việt Nam, cây phân bố tập trung tại huyện Trùng Khánh, tỉnh Cao Bằng.

## Khóa phân loại
Danh pháp đồng nghĩa: Castanea bungeana Blume; C. duclouxii Dode; C. fargesii Dode; C. formosana (Hayata) Hayata; C. hupehensis Dode; C. mollissima var. pendula X. Y. Zhou & Z. D. Zhou; C. sativa Miller var. formosana Hayata; C. sativa var. mollissima (Blume) Pampanini; C. vulgaris Lamarck var. yunnanensis Franchet.
Trong tiếng Tày, dẻ Trùng Khánh được gọi là mác lịch, được trồng ở huyện Trùng Khánh, Cao Bằng, có chứa 3,3-5,4% glucose, 43,36- 46,47% glucid, 1,16 – 2% lipid, 3,12 – 3,62% protein theo phân tích của Viện Nghiên cứu Rau quả năm 1999.